# في الجيش الآن (أغنية)
في الجيش الآن (بالإنجليزية: In the Army Now )‏ أغنية للثنائي الهولندي «بولاند وبولاند»، صدرت عام 1982، أمضت الأغنية 6 أسابيع متتالية على قمة قائمة أفضل الأغاني الفردية في النرويج، وفي عام 1986 أعاد إصدار الأغنية فريق الروك الإنجليزي «ستاتيس كو» في ألبومهم الذي يحمل نفس أسم الأغنية، وبلغت نسختهم ذروتها في المرتبة الثانية في قوائم أفضل الأغاني في المملكة المتحدة. كما حققت أكبر نجاح في أوروبا الناطقة بالألمانية (عندما تصدرت جميع القوائم، أيضًا في أيرلندا) وفرنسا والنرويج وإسبانيا والسويد. أعاد فريق ستاتيس كو إصدار الأغنية في سبتمبر 2010، في نسخة جديدة، وتم تغيير كلمات الأغاني إلى نسخة مؤيدة للحرب ويتم التبرع بجميع الأرباح من هذا الإصدار إلى مؤسسة القوات البريطانية وجمعيات «مساعدة الأبطال الخيرية». ظهرت الأغنية في فيلم «ضابط ورجل نبيل» بطولة ريتشارد جير عام 1982، مع تعديل الكلمات لتصبح عن القوات البحرية وليس الجيش.

## كلمات الأغنية
| كلمات (بالعربية)                                   | كلمات (بالإنجليزية)                                                  |
| أجازة في أرض أجنبية، يبذل العم سام قصارى جهده      | A vacation in a foreign land, Uncle Sam does the best he can         |
| أنت في الجيش الآن، أوه، أوه، أنت في الجيش الآن     | You're in the army now, oh-oo-oh you're in the army now              |
| الآن تتذكر ما قاله رجل التجنيد                     | Now you remember what the draft man said                             |
| لا شيء تفعله طوال اليوم سوى البقاء في الفراش       | nothing to do all day but stay in bed                                |
| أنت في الجيش الآن                                  | You're in the army now                                               |
| أوه، أوه، أنت في الجيش الآن                        | oh-oo-oh you're in the army now                                      |
| ستكون بطل الحي                                     | You'll be the hero of the neighbourhood                              |
| لا أحد يعرف أنك غادرت للأبد                        | nobody knows that you've left for good                               |
| وجوه مبتسمة وأنت تنتظر الهبوط                      | Smiling faces as you wait to land                                    |
| ولكن بمجرد وصولك إلى هناك، لا أحد يأبه             | but once you get there no-one gives a damn                           |
| قنابل يدوية تدويّ فوق رأسك                          | Hand grenades flying over your head                                  |
| الصواريخ تحلق فوق رأسك                             | Missiles flying over your head                                       |
| إذا كنت تريد البقاء على قيد الحياة، إنهض من الفراش | if you want to survive get out of bed                                |
| تسمع الطلقات في جوف الليل                          | Shots ring out in the dead of night                                  |
| الرقيب ينادي "قف وقاتل"                            | !the sergeant calls 'Stand up and fight                              |
| لقد تلقيت الأوامر من الأفضل إطلاق النار على الهدف  | You've got your orders better shoot on sight                         |
| إصبعك على الزناد ولكن لا يبدو أنه صواب             | your finger's on the trigger but it don't seem right                 |
| أنت في الجيش الآن                                  | You're in the army now                                               |
| أوه، أوه، أنت في الجيش الآن                        | oh-oo-oh you're in the army now                                      |
| أنت في الجيش الآن                                  | You're in the army now                                               |
| أوه، أوه، أنت في الجيش الآن                        | oh-oo-oh you're in the army now                                      |
| يأتي الليل ولا يمكنك الرؤية، هل هذا وهم أم حقيقة؟  | Night is falling and you just can't see, is this illusion or reality |
| أنت في الجيش الآن                                  | You're in the army now                                               |
| المرجع                                             |                                                                      |

## وصلات خارجية
https://www.youtube.com/watch?v=OrLZ9YxkQY4 في الجيش الآن (أغنية)
https://www.songfacts.com/facts/status-quo/in-the-army-now في الجيش الآن (أغنية)